# Ponadnarodowość
Ponadnarodowość (supranationalism) – autorytet wyższy niż państwo narodowe, który jest zdolny narzucić państwom swoją wolę.
Ponadnarodowość odnosi się do podmiotów międzynarodowych ustanowionych przez dobrowolną zgodę państw, które mają ograniczone i jasno określone funkcje.
Postęp ponadnarodowości od 1945 roku jest uznany za jedną z najważniejszych cech światowej polityki, gdyż ukazuje rosnącą współpracę w podejmowaniu decyzji gospodarczych oraz związanych z ochroną środowiska, czy z bezpieczeństwem.
Zwolennicy twierdzą, iż poszanowanie państwa jest nieprzemyślane i(lub) niebezpieczne, gdyż pozwala mu dowolnie działać wobec obywateli, co prowadzi do anarchicznego porządku międzynarodowego skłaniającego się ku konfliktom i wojnom.
Przeciwnicy podtrzymują, że podmioty ponadnarodowe nie są w stanie podważyć zdolności państw narodowych do tworzenia przynależności politycznej i zapewnienia demokratycznej odpowiedzialności.
Przykłady:
- Unia Europejska, w których suwerenność jest dzielona pomiędzy centralnymi i peryferyjnymi podmiotami władzy (podmiot w którym mieszają się elementy międzyrządowe i ponadnarodowe)
- Organizacja Narodów Zjednoczonych podczas wojny w Zatoce Perskiej w 1991, gdzie sankcjonowała działania zbrojne przeciw jednemu ze swych członków